# شهر روی تپه
شهر روی تپه (انگلیسی: City upon a Hill) عبارتی است که از آموزش نمک و نور در موعظه سر کوه عیسی گرفته شده‌است. استفاده از آن در بلاغت سیاسی در سیاست در ایالات متحده آمریکا اعلامیه استثناگرایی آمریکایی است که به آمریکا به عنوان «چشمه امید» برای جهان اشاره می‌کند. شهر روی تپه عبارت کتاب مقدس برای اورشلیم است. جان وینتروپ (تولد ۱۵۸۷ میلادی) وکیل پیوریتن‌های انگلیسی بود که برای اولین بار این عبارت را در تعریف شهرک روی تپه در آمریکای شمالی به کار برد.